# Partinico
Partinico (Partinicu in siciliano, già Sala di Partinico o Sala di Partenico) è un comune italiano di 30 678 abitanti della città metropolitana di Palermo in Sicilia. 

## Geografia fisica

### Territorio
Partinico si trova a 30 km da Palermo e 71 da Trapani, equidistante da molti punti nevralgici dalla Sicilia, aeroporto compreso. Dista 7 km circa dal mare e tra i 25 e i 70 km da alcune mete turistiche di rilevanza regionale, quali: Castellammare del Golfo, la Riserva dello Zingaro, Scopello, San Vito Lo Capo e Erice.

### Clima
Essendo Partinico a soli 175 metri di altezza sul livello del mare, la temperatura durante i 12 mesi dell'anno è piuttosto mite, con temperature che oscillano tra i 10 e i 18 durante i mesi invernali e tra i 23 e i 32 durante i mesi estivi.

## Storia

### Origini
Sin da epoca preistorica, la piana di Partinico è stata frequentata dall’uomo, come dimostrano i numerosi strumenti litici rinvenuti in diverse località e conservati nel Museo Civico di Partinico. In epoca protostorica invece (XIII-X sec.a.C.) la piana ha visto fiorire un regno sicano, con le città di Inico (Calatubo), Camico (Monte Bonifato), Crastos (Monte Palamita), Iccara (Monte D’Oro). Le due città di Inico e Camico vengono ripetutamente menzionate dalle fonti storiche come appartenenti alla dominazione agrigentina, fino alla conquista romana (III-IV sec. a.C.) che determinò, oltre alla loro scomparsa, la formazione del nuovo nome "Parthenicum".
Durante il regno di Caracalla, infatti, (III secolo d.C) Parthenicum viene citato nel cosiddetto Itinerarium Antonini Augusti, e nello stesso viene collocato lungo il percorso Panormo-Lilybaeum che "per maritima loca" collegava, da Panormus, Hyccara (Carini) con le "Aquae Segestanae sive Pincianae" per poi arrivare a Drepanon e finalmente a Lilybaeum. Parthenicum era una stazione di sosta, posta probabilmente in contrada Sirignano, ove nel secolo scorso sono stati rinvenuti i resti di una sontuosa villa romana, lungo la via che da Panormo passa per il santuario della Madonna del Ponte.
Dai tempi della dominazione araba (IX-XI secolo) si conservano ancora gli antichi toponimi di Inico e Camico attraverso le dizioni di "Al Qamah" per indicare Alcamo, e di "B.RT.NIQ" per indicare Partinico, o meglio la "Terra" che era stata della capitale Inico. Al Muquaddasi nella sua opera del 988, intitolata "Ahan 'at Tagasim", parla di Partinico che "non giace sul mare, e produce molta hinna", senza precisare la natura o la consistenza di quest'ultima. Maggiori informazioni ci vengono dai diplomi relativi al periodo normanno(XI-XII secolo). "B.rt.niq (Partinico) è graziosa terra" scrive Edrisi nel 1154; essa ha una fortezza ("Castrum") sul "gaban" che stava "a cavaliere della terra" e un porto detto "Ar-rukn" distante due miglia verso sud.

### Periodo medievale
Nel giugno 1307 Federico II revocò al miles Giovanni de Cammarana l'amministrazione e la procura sulla foresta di Partinico ("foresta della nostra Curia di Partinico"), concedendo la stessa all'abbazia del monastero di Santa Maria di Altofonte e lasciando per sé la parte costiera del bosco, fino ad un tiro di balestra dalla spiaggia, a condizione che la stessa foresta venisse diligentemente custodita. Nel 1309 lo stesso re fece ulteriori concessioni all'abbazia dando licenza di poter costruire ("habitationem de novo facere") nella "località detta 'Sala' del tenimento del bosco di Partinico", con esenzione delle tasse per i primi cento abitanti: questo si può considerare l'atto di nascita dell'attuale Partinico.
Lo sbarco della flotta angioina nella baia di San Cataldo, avvenuta nel 1314, rese alquanto insicura la piana al punto che, nel 1318, su richiesta di frà Pietro fu data licenza di poter costruire nel casale della Sala del bosco di Partinico una fortezza a difesa dello stesso abate, dei monaci e dei familiari. Tale fortilizio fu costruito "vicino alla montagna Cesarò in un sasso vivo": probabilmente si tratta della torre sul cosiddetto Castellaccio. La foresta rappresenta in questo periodo una realtà economica di un certo rilievo: sia il bosco di Partinico che quello limitrofo nord occidentale di Altavilla, costituivano una fonte preziosa per lo sviluppo del commercio, attraverso la produzione di mirto, carbone, legname di quercia, canne, e l'allevamento di maiali.
Resa "commendataria" l'abbazia (1435), tramontò l'epoca della salvaguardia della foresta e fu avviata la politica di concessione della stessa, autorizzandone la radicale trasformazione; questo porterà alla sua totale scomparsa nel giro di pochi decenni. Il bosco era molto poco abitato, sfruttato soprattutto dai carbonai, ed era una località quasi sconosciuta e remota, tanto che era necessario specificare "nel Golfo di Castellammare". L'unica struttura edilizia documentabile di Partinico nel XV secolo è rappresentata da una taverna, denominata "La Charruba".

### Età moderna
A cominciare dalla seconda metà del XVI secolo furono costruite numerose chiese. Fra il 1552 e il 1570 fu costruita la chiesa madre che raccolse i simulacri della più antica chiesetta di San Cristoforo; dopo fu fondata la chiesa dell'Immacolata, concessa all'omonima confraternita e costruita nell'attuale corso dei Mille nell'area oggi occupata dai negozi sottostanti l'ex pretura, e lo stesso retrostante ospedale del 1570 con ingresso dall'attuale piazza Verdi, poi dismesso ed adibito, fino al 1985 a pretura mandamentale, ed oggi a sede del settore Urbanistica del Comune di Partinico.
Nel '700, dopo la conquista della Sicilia da parte di Carlo III di Borbone e la cacciata degli austriaci dall'isola (1734-35), l'abbazia di Altofonte, "commendataria" sin dal XV secolo, continuò ad amministrare il territorio di Partinico mediante i suoi abati che cercarono di aumentare i loro profitti attraverso la rivalutazione dei feudi dati in enfiteusi e l'introduzione di nuove tasse sui frutti prima esenti. Secondo Francesco Maria Emanuele Gaetani, Marchese di Villabianca le condizioni di vita dei partinicesi nel XVIII secolo non erano proprio cattive: la popolazione, passata dai 2 032 abitanti del 1631 ai 9 772 del 1798, viveva in una certa agiatezza; le case, sebbene in poco numero, erano "appalazzate", e quasi tutte erano aggregate a granai e magazzini. L'espansione urbanistica nel 1714 raggiunse l'attuale piazza Umberto I, ove fu edificato il collegio di Maria, che accoglieva le ragazze orfane.

### Età contemporanea

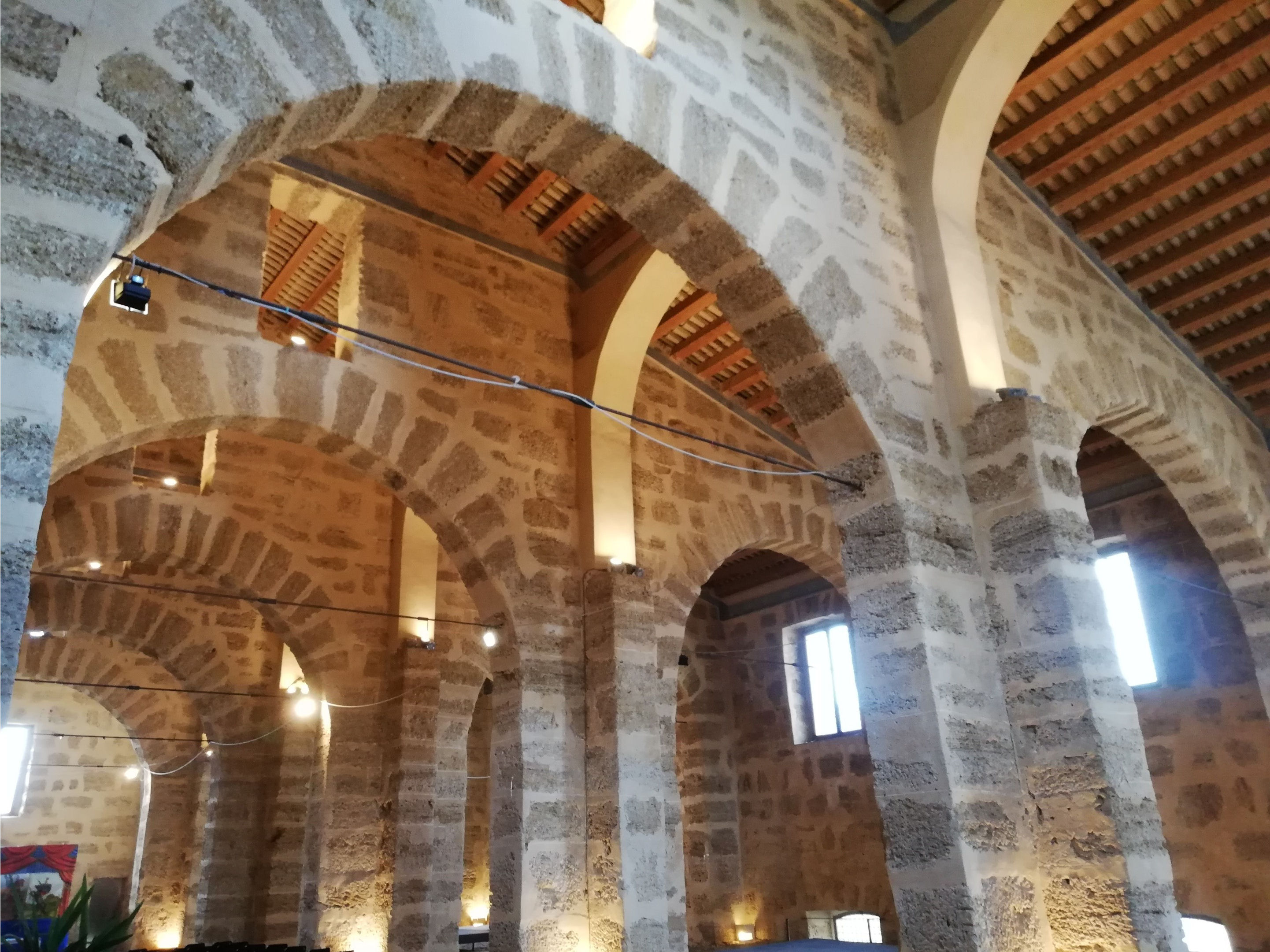
Gli archi interni della cantina borbonica di Partinico

L'inizio del XIX secolo portò a Partinico notevoli mutamenti soprattutto nel campo sociale, politico, economico. La permanenza saltuaria del re Ferdinando frutterà infatti l'autonomia locale e il titolo di "città", la costruzione della cantina e casina reale, e l'abolizione degli ultimi abusi feudali. Nella seduta del Consiglio Civico riunito nella chiesa di San Leonardo il 10 dicembre 1779, su proposta del marchese della Gran Montagna e dell'avvocato Gaetano Bonura, fu votato all'unanimità un ordine del giorno che tendeva ad ottenere per Partinico il titolo di città e per il Comune la completa emancipazione da Palermo, cui era soggetta sin dal 1616.
Ottenuto il riconoscimento di Comune autonomo con decreto reale del 19 aprile 1800, ed il titolo di città il 25 successivo, gli amministratori del tempo chiesero anche l'abolizione dei diritti feudali ancora esistenti, quali le decime delle uve e dei terragioli che i contadini dovevano versare nei magazzini dell'azienda abbaziale siti in via Principe Amedeo, angolo via Bellini, all'interno del cortile ancora oggi detto "Cortile della Decima". Tale richiesta venne accolta anche per l'interessamento dell'intendente abbaziale Cavaliere Felice Lioy, Ministro della Real Casa. Con l'autonomia, Partinico acquisì il diritto di avere un suo rappresentante al Parlamento Siciliano, e l'avvocato Gaetano Bonura poté partecipare nel 1818 alla stesura della nuova Costituzione. Nel 1818 il Comune di Partinico, che dal 1616 utilizzava come stemma quello di Palermo in quanto V Quartiere, venne autorizzato ad adottare un proprio emblema, raffigurante la dea Diana che regge in una mano una cornucopia e con l'altra sta appoggiata ad un tronco reciso; ai suoi piedi vi è un cane accovacciato.
Successivamente tale emblema sarà sostituito dall'aquila reale. L'educazione dei partinicesi venne favorita tramite l'istituzione nel 1819, ad opera dell'arciprete Rosso, di un ginnasio privato composto di cinque classi, e la nascita del Teatro di San Leopoldo nei magazzini della Decima, devoluti al Comune. A seguito della riforma degli Enti Locali avvenuta nel 1818, il Consiglio Comunale si compose di un sindaco, due eletti e una "decuria". Primo sindaco di Partinico fu Raffaele Cannizzo, cui va il merito, assieme a Don Ignazio Rosso, di avere istituito il citato ginnasio privato.

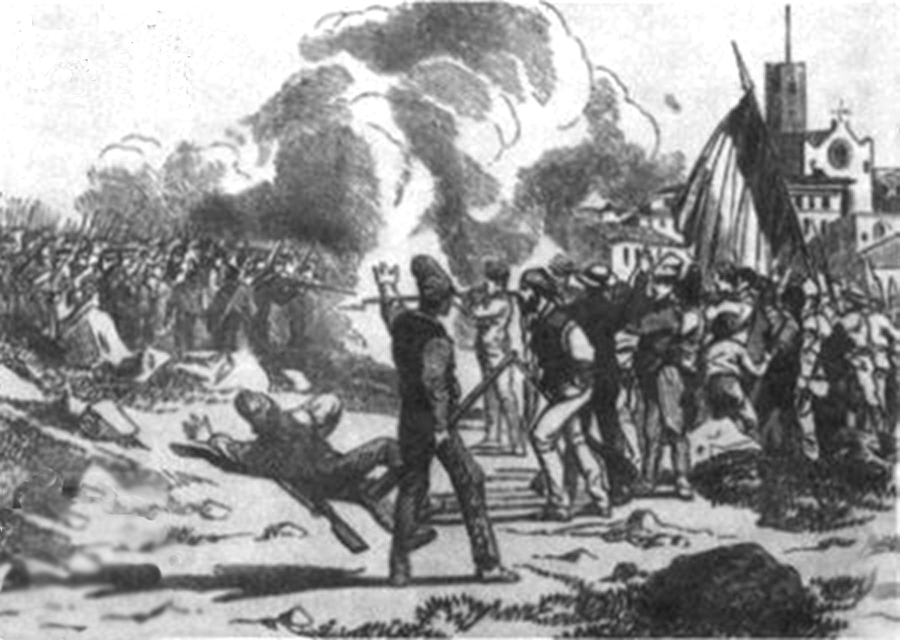
Stampa agiografica del tempo che rappresenta lo scontro fra militari borbonici (a sinistra sullo sfondo) e popolani (in primo piano). Al centro della stampa il fumo delle case incendiate.

Il 16 maggio 1860 la popolazione si ribellò vittoriosamente contro le truppe borboniche, che tentavano il saccheggio della città. L'episodio è ricordato come l'Eccidio di Partinico; Partinico ospitò pure Giuseppe Garibaldi durante la marcia verso Palermo e gli dedicò anche una statua posta nell'attuale Villa Margherita.
Gli anni successivi alla caduta dei Borboni e del secolo scorso vedono la crescita della popolazione che raggiunge i 25 000 abitanti, quasi tutti occupati nel settore agricolo ed ancora oggi, con i suoi 32 000 abitanti Partinico è un centro pressoché agricolo, che ha perso quasi del tutto la sua antica struttura urbana contadina, smantellata soprattutto tra gli anni settanta, '80 e novanta del XX secolo.
La cittadina è ricordata, tra l'altro, per la sua attiva partecipazione ai Fasci siciliani dei lavoratori, iniziati il 9 dicembre 1893.
Nel 1952 Danilo Dolci promosse nel territorio lotte non violente contro la mafia, la disoccupazione, l'analfabetismo, della disparità sociali ecc.

### Simboli
Lo stemma e il gonfalone sono stati concessi con decreto del presidente della Repubblica dell'8 aprile 1999.
Il gonfalone è un drappo di giallo bordato di verde.

## Monumenti e luoghi d'interesse

### Architetture religiose

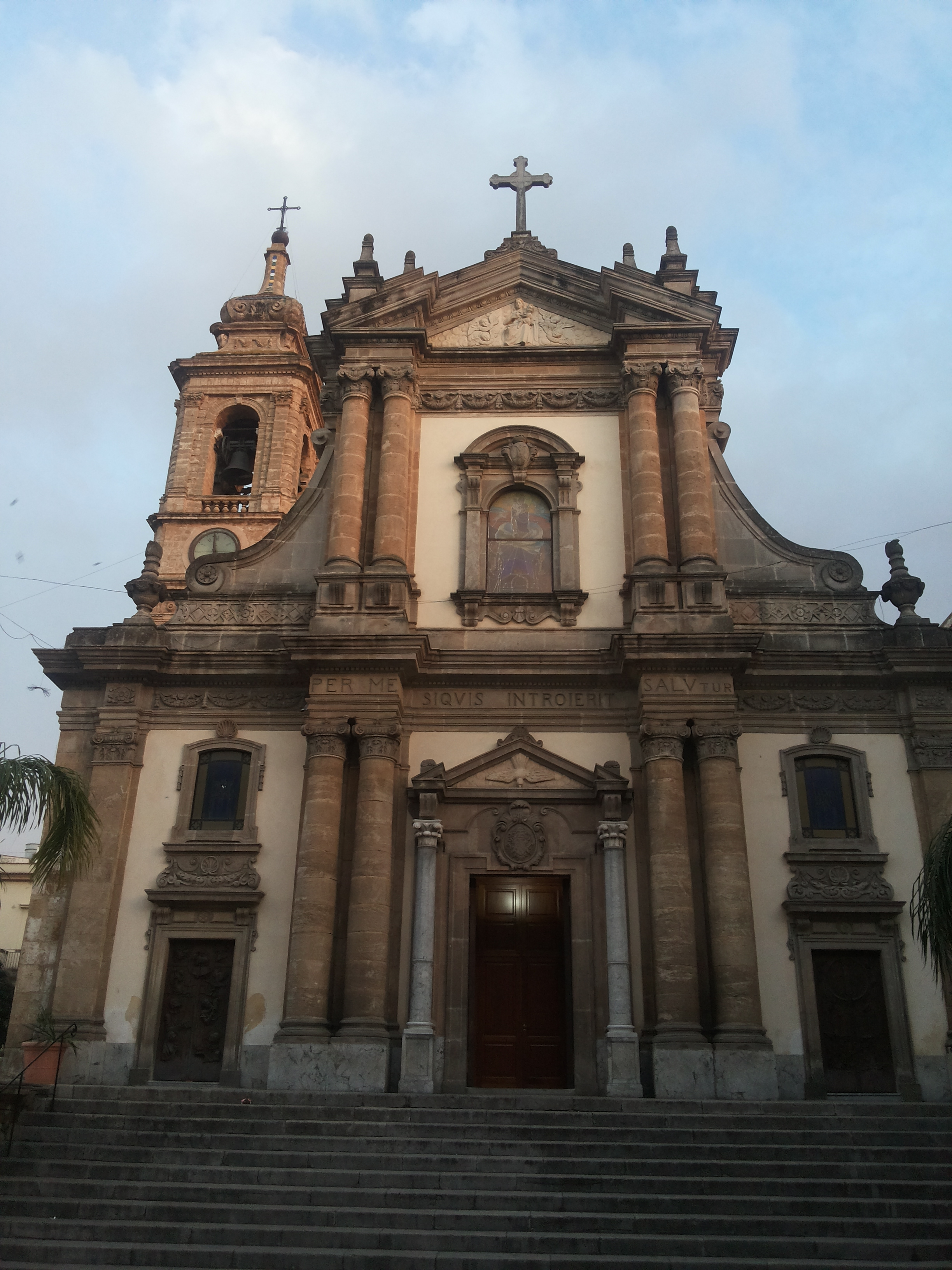
Facciata della chiesa di Maria Santissima Annunziata

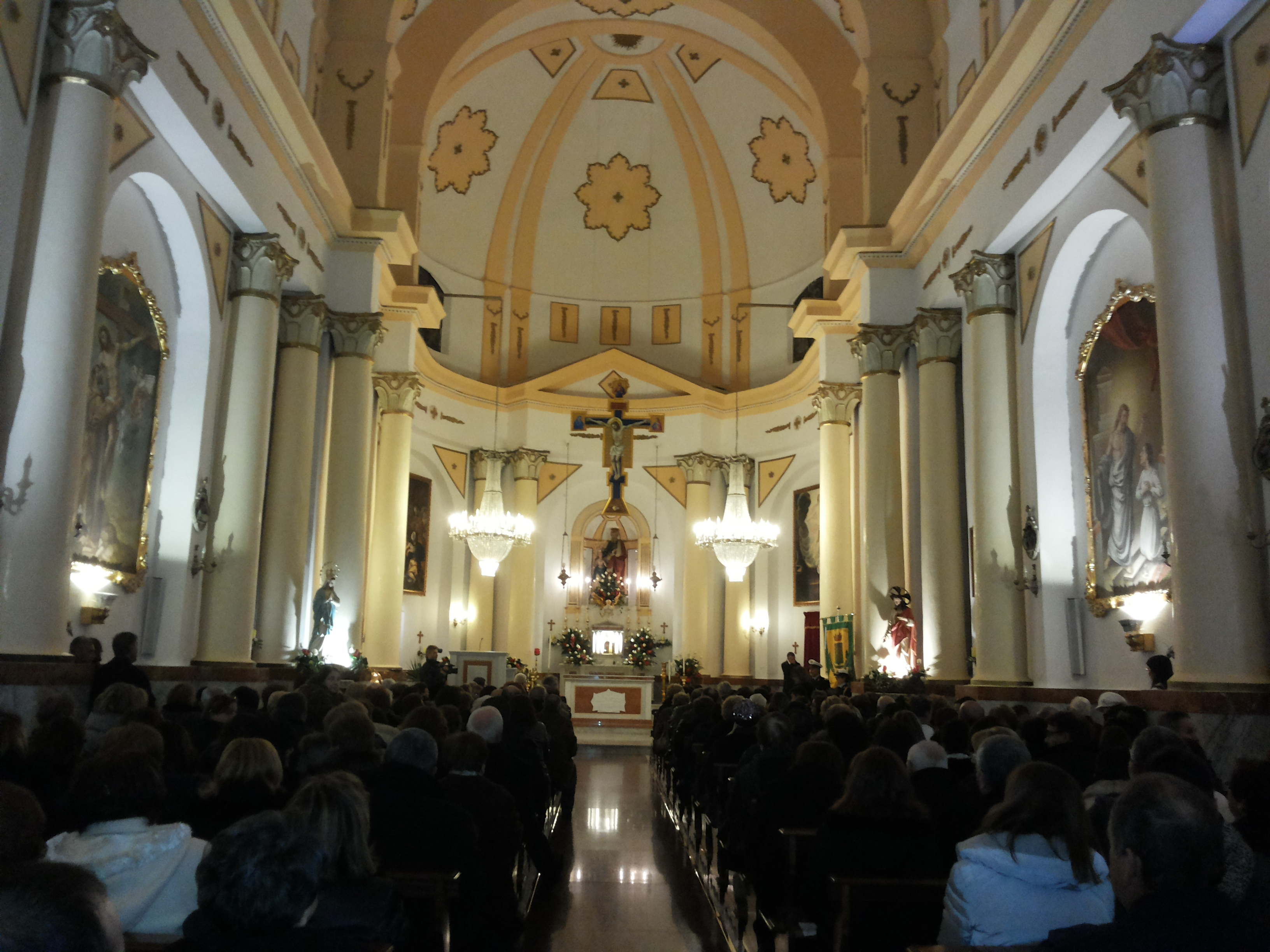
Interno della chiesa di San Gioacchino

- Chiesa di Maria Santissima Annunziata: è la chiesa madre che si trova al centro del Corso Dei Mille, appunto nella Piazza Duomo. Fu costruita fra il 1552 e il 1570 e fu ampliata diverse volte negli anni, nei due secoli successivi.
- Chiesa del Sacro Cuore: deve la sua costruzione all'omonima associazione nata nel 1861 con l'obiettivo di dare cristiana sepoltura ai condannati a morte che spesso venivano impiccati nella Piazza del Duomo. Di grande importanza perché ivi riposa la salma della Beata Pina Suriano proclamata tale da Papa Giovanni Paolo II a Loreto nel 2004.
- Chiesa di San Giuseppe: si trova nel Corso dei Mille ed è stata costruita sul vecchio impianto della Chiesa di San Francesco Lo Vecchio fra il 1737 e il 1939. Contiene al suo interno sei dipinti seicenteschi.
- Chiesa e Convento del Carmine: il convento dei frati Carmelitani (detto Palazzo del Carmine o Palazzo dei Carmelitani), con annessa chiesa del Carmelo, fu costruita nell'odierna Piazza Garibaldi, di fronte alla Chiesa di San Rocco, per volere di tutto il consiglio civico nella seduta del 17 settembre 1634. Il convento è oggi adibito a biblioteca comunale e ospita alcuni uffici comunali.
- Chiesa di San Leonardo: si trova nel Corso dei Mille, quasi di fronte al convento dei frati Carmelitani, fu costruita nel 1634. Fino al 1819 venne utilizzata come sede del consiglio civico.
- Chiesa di San Salvatore: si trova tra Viale Aldo Moro e la via vecchia di Borgetto, ad essa comprende anche il Campo comunale di San Salvatore dove attualmente gioca l'A.S.D. Audace Partinico Borgetto.[7]

- Chiesa di San Gioacchino
- Chiesa di Maria Santissima degli Agonizzanti
- Chiesa del Rosario
- Chiesa di Santa Caterina da Siena
- Chiesa di Maria Santissima del Rosario situata a Borgo Parrini

### Architetture civili
- Il Chiosco della Musica di gusto neoclassico.
- La Fontana barocca ad otto bocche e la "Real Cantina Borbonica", fatta restaurare dal Comune, che rappresenta uno dei primi esempi al mondo di cantina sociale voluta da Ferdinando I di Borbone nel 1803.
- Il Palazzo dei Ram, masseria di stile manierista fatta costruire da nobili della Catalogna nel XVI secolo.
- Villa Comunale Regina Margherita: sorta nel XIX secolo grazie agli amministratori dell'epoca Poma Avolos e Antonino Ragona. Essa sorge nel luogo anticamente denominato "Piano Gambacorta", dove esisteva il convento dei cappuccini e ove venivano spesso effettuate esecuzioni capitali. La villa fu inaugurata il 18 maggio 1883 e venne subito arricchita da un busto di marmo raffigurante Giuseppe Garibaldi e di uno raffigurante Vittorio Emanuele II.
- Villa Falcone: sita nella centrale via Kennedy, è dedicata a Giovanni Falcone, giudice palermitano ucciso dalla mafia nel 1992, nella vicina Capaci.
- Real Cantina Borbonica.

### Architetture militari
Di notevole importanza storica sono le tante torri disseminate nelle campagne di Partinico. Molte delle 26 torri censite da Stefano Marino sono oramai scomparse o distrutte dell'incuria e nel disinteresse, come ad esempio: la Torre del Re (XVI secolo), la Torre di Ballo (XVIII secolo), il Castellaccio (XIV secolo).

## Società

### Evoluzione demografica
Abitanti censiti

### Etnie e minoranze straniere
Gli stranieri residenti a Partinico al 1° gennaio 2024 sono 1.115 e rappresentano il 3,6% della popolazione residente.La comunità straniera più numerosa è quella proveniente dalla Romania con il 26,9% di tutti gli stranieri presenti sul territorio, seguita dal Marocco e dalla Tunisia.

## Cultura

### Scuole
- Istituto professionale di Stato per l'industria e l'artigianato "Orso Mario Corbino"
- Istituto professionale di Stato per l'agricoltura "Danilo Dolci"
- Istituto commerciale e per geometri "Carlo Alberto dalla Chiesa"
- Liceo Statale "Felicia e Peppino Impastato"
- Istituto comprensivo "Privitera Polizzi"
- Istituto comprensivo "Archimede La Fata"
- Istituto comprensivo "Cassarà-Guida"
- Istituto comprensivo "Casa del Fanciullo"

### Media

#### Televisione
Partinico è sede di Telejato televisione comunitaria che serve le province di Palermo, Trapani ed Agrigento
TV 7 con il passaggio al digitale terrestre nel 2012 ha avuto una serie di difficoltà gestionali ed economiche e qualche anno dopo la tv dovette chiudere.

#### Radio
Radio Amica da gennaio 2025 presente anche sul DAB+: basta sintonizzarsi con l'autoradio sul canale 10C Mux GoDab, oltre che attraverso la FM frequenze 91.5 e 90.8 MHz.

#### Cinema
A Partinico sono state girate alcune scene dei film Il Santo prende la mira di Christian-Jaque e del film Il giorno della civetta di Damiano Damiani con Franco Nero e Claudia Cardinale.

### Cucina
A Partinico è tipico il muffoletto rî parrini, una variante della muffuletta (un tipico pane siciliano) preparato con la biga e i semi di sesamo.

## Geografia antropica

### Quartieri
Spine Sante
Il quartiere più antico della città di Partinico, il nome deriva da alberi Acacia horrida o (Acacia Spinosa) usufruiti come siepi difensive, presenti in questa zona in antichità e tuttora.
Casa santa
Il quartiere popolare, in cui fa da piazza la parrocchia Chiesa Maria SS del Rosario costruita nel 1789 presente in largo Casa Santa
Zona PEEP-Gregorio Magno
Due quartieri divisi da viale della Regione, costituiti principalmente da fabbricati di edilizia popolare, in cui è presente il mercato rionale.

### Frazioni

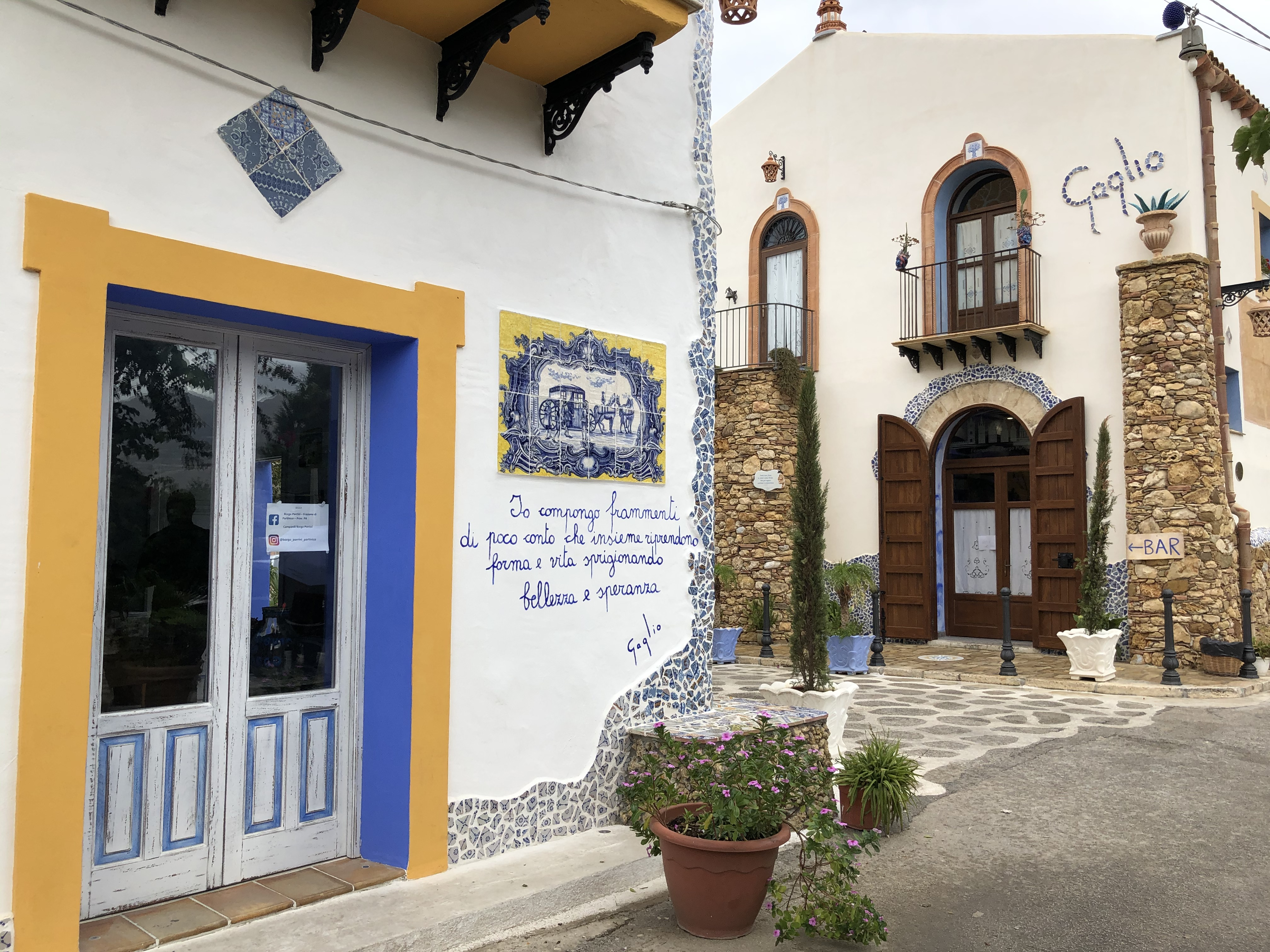
Borgo dei Parrini

- Borgo dei Parrini: frazione rurale della città fondata dai padri Gesuiti nel XVI secolo, da cui prende il nome (in siciliano, parrini significa 'padri'/'sacerdoti'). Il recente intervento di un imprenditore locale ha trasformato il piccolo borgo agricolo, in parte decadente, in un angolo con eccentriche abitazioni vagamente ispirate allo stile di Antoni Gaudí. Questo intervento sta destando un crescente interesse turistico negli ultimi anni.[17]

## Economia
Importante centro agricolo, ai piedi del colle Cesarò alto circa 500 metri, annovera fra i suoi prodotti: uva da mosto, ortaggi e frutta coltivati in serra, mandorle ed olive. Sono rilevanti nel settore artigianale le lavorazioni del legno e del ferro, oltre che l'arte della ceramica.

## Infrastrutture e trasporti

### Ferrovie
La città è servita dall'omonima stazione posta sulla Palermo-Trapani, dove circolano i treni regionali operati da Trenitalia sulla relazione Trapani-Castelvetrano-Palermo.

### Strade
Uno svincolo dell'Autostrada A29 Palermo - Mazara del Vallo conduce alla città.

## Sport
Ha sede nel comune la società di calcio Partinicaudace.

## Amministrazione
Di seguito l'elenco dei sindaci eletti direttamente dai cittadini (dal 1993):
| Periodo          | Periodo          | Primo cittadino                                  | Partito                       | Carica                    | Note   |
| ---------------- | ---------------- | ------------------------------------------------ | ----------------------------- | ------------------------- | ------ |
| 16 dicembre 1993 | 8 novembre 1999  | Giacoma Cannizzo                                 | La Rete                       | Sindaco                   |        |
| 8 novembre 1999  | 1º maggio 2000   | Lino Buscemi                                     |                               | Commissario               |        |
| 1º maggio 2000   | 31 maggio 2005   | Giuseppe Giordano                                | CdL                           | Sindaco                   |        |
| 31 maggio 2005   | 8 ottobre 2007   | Giuseppe Motisi                                  | DL                            | Sindaco                   |        |
| 8 ottobre 2007   | 1º luglio 2008   | Saverio Bonura                                   |                               | Commissario               |        |
| 1º luglio 2008   | 31 maggio 2017   | Salvatore Lo Biundo                              | UDC                           | Sindaco                   |        |
| 31 maggio 2017   | 26 giugno 2018   | Maurizio Agnese                                  |                               | Commissario               |        |
| 26 giugno 2018   | 23 maggio 2019   | Maurizio De Luca                                 | #DB                           | Sindaco                   |        |
| 19 giugno 2019   | 30 luglio 2020   | Rosario Arena                                    |                               | Commissario               |        |
| 30 luglio 2020   | 3 dicembre 2020  | Guido Nicolò Longo Maria Baratta Isabella Giusto |                               | Commissione straordinaria | [ 19 ] |
| 3 dicembre 2020  | 12 novembre 2022 | Concetta Caruso Maria Baratta Isabella Giusto    |                               | Commissione straordinaria |        |
| 13 novembre 2022 | in carica        | Pietro Rao                                       | lista civica di centro-destra | Sindaco                   |        |